# Friedrich Heinrich Wagner

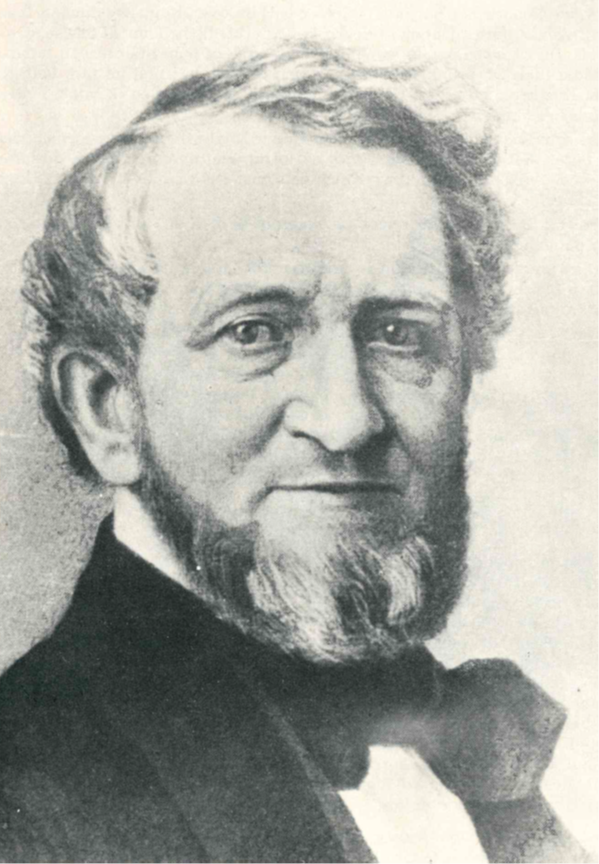
Friedrich Heinrich Wagner

Friedrich Heinrich Wagner (* 4. Dezember 1810 in Oldenburg (Oldb); † 13. Dezember 1890 in Domhof Ratzeburg) war ein deutscher Apotheker und Kommunalpolitiker.

## Leben
Friedrich Heinrich Wagner war ein Sohn des gleichnamigen Oldenburger Kaufmanns Friedrich Heinrich Wagner und dessen Ehefrau Christine Caroline Louise, geb. Meier. Nach dem Besuch des Gymnasiums studierte er Pharmazie. Seine Gehilfenjahre verbrachte er in Stolzenau und Liebenau.

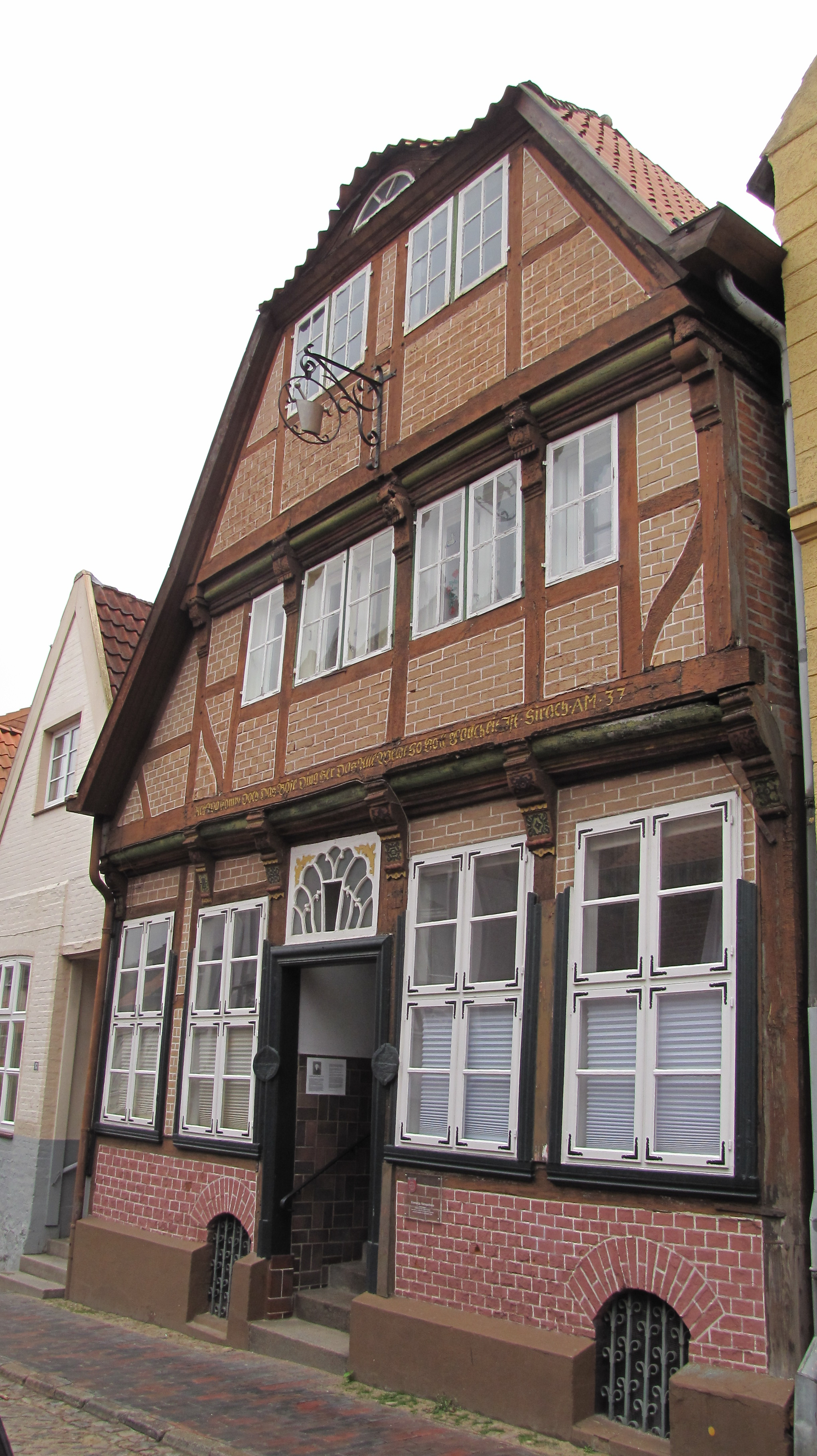
Ehemalige Löwen-Apotheke in Mölln, Markstr. 14 (2010)

Im Herbst 1844 übernahm er die Löwen-Apotheke, in der 1800 Samuel Hahnemann tätig gewesen war. Die Apotheke befand sich in der Markstraße nahe dem Rathaus in Mölln im seit 1815 zum Dänischen Gesamtstaat gehörenden Herzogtum Lauenburg. Im Revolutionsjahr 1848 begann er sich kommunalpolitisch zu engagieren. In einem Brief an die lauenburgische Regierung in Ratzeburg forderte er mit anderen die Schaffung einer frei gewählten Stadtvertretung. Er wurde zum Vorsteher einer neu gebildeten Sicherheitsbehörde und Kommandanten der Bürgerwehr gewählt. Da der betagte zweite Bürgermeister Eggert Friedrich Höltich (1764–1848) im Februar 1848 gestorben war und zwei weitere Magistratsmitglieder zurückgetreten waren, suspendierte die Regierung in Ratzeburg das Selbstergänzungsrecht des Magistrats und ernannte Wagner zusammen mit dem Advocaten Wilhelm Dahm und dem Bürger Peter Städing zum Mitglied des Magistrats.
Bei den ersten allgemeinen Wahlen 1849 wurde Wagner für die Wählergruppe Ritter- und Landschaft vor März 1848 Mitglied der Landesversammlung. Die Landesversammlung war das kurzlebige Parlament des Herzogtums Lauenburg innerhalb des Dänischen Gesamtstaates mit Sitz in Ratzeburg. Es vertagte sich im November 1851 und wurde 1853 durch das Landesherrliche Patent vom 20. Dezember 1853 betreffend die innere Verfassung des Herzogtums Lauenburg aufgehoben, das den Sieg der Reaktion festschrieb. An die Stelle der Landesversammlung trat die erneuerte Ritter- und Landschaft mit insgesamt nur noch 15 Vertretern.
Wilhelm Dahm wurde 1854 nach dem Tod von Friedrich August von Wickede Stadthauptmann und Erster (dirigierender) Bürgermeister, Wagner 1858 als Nachfolger des verstorbenen Kanzleirats Carl Friedrich von der Lippe Zweiter Bürgermeister. Wagner gehörte zu den Befürwortern des Anschlusses Lauenburgs an Preußen. Als Ergebnis der Gasteiner Konvention konnte er am 27. September 1865 persönlich König Wilhelm I. als neuen Herzog in Mölln willkommen heißen. Bei dieser Gelegenheit wurde er mit dem Roten Adlerorden 4. Klasse ausgezeichnet. Im Jahr darauf verkaufte er die Apotheke.
Im Zuge der Trennung von Rechtsprechung und Verwaltung ging Wilhelm Dahm 1870 als Amtsrichter nach Lauenburg/Elbe, und Wagner wurde Erster Bürgermeister – das Amt des Stadthauptmanns war nun erloschen. Nach nur einem Jahr in diesem Amt bat er um seine Entlassung, die ihm mit Pension bewilligt wurde. Seinen Lebensabend verbrachte er auf dem Domhof in Ratzeburg. Er wurde auf dem Friedhof am Ratzeburger Dom beerdigt.
Wagner war verheiratet mit Eleonore Magdalene Amalie Caroline, geb. Behre, Apothekerstochter aus Stolzenau. Zu den Kindern des Paares zählen der Agronom Paul Wagner (1843–1930) und der Pädagoge Georg Wagner (1844–1921).